# Microfonismo coclear
O microfonismo coclear é um potencial bioelétrico gerado pelas células ciliadas externas da cóclea em resposta a estímulos sonoros. Esse potencial reflete fielmente as características do estímulo utilizado, replicando sua frequência ao converter energia mecânica (som) em energia elétrica (potencial de ação). O microfonismo coclear pode ser avaliado por meio de exames objetivos como o Potencial Evocado Auditivo de Tronco Encefálico (PEATE) e a eletrococleografia. A ocorrência do microfonismo coclear é fundamental para o início da transdução auditiva que culmina no processamento auditivo por meio das estruturas do sistema auditivo periférico até o córtex auditivo.

#### Diagnóstico Diferencial
A avaliação do microfonismo coclear permite caraterizar diferencialmente entre alterações sensoriais (cocleares ou perda auditiva sensorioneural) e neurais (perda auditiva retrococleares) no sistema auditivo. Por exemplo, na neuropatia auditiva, observa-se preservação do microfonismo coclear, indicando funcionamento adequado das células ciliadas externas, enquanto os potenciais neurais estão ausentes ou alterados devido a falhas na transmissão do sinal pelo nervo auditivo.
O microfonismo coclear é um indicador objetivo da integridade funcional das células ciliadas externas, sendo especialmente útil em populações que não podem realizar testes audiométricos comportamentais, como recém-nascidos e crianças pequenas. Nesses casos, a presença do microfonismo coclear pode ser detectada por meio do PEATE ou da eletrococleografia, auxiliando na identificação precoce de alterações auditivas.